# Bränntorp
Bränntorp är en småort (fritidshusområde) i Skedevi socken i Finspångs kommun, cirka 20 km sydväst om Katrineholm.